# Nádasdy Lipót Flórián
Nádasdy Lipót Flórián (Felsőlendva, 1697 – ?, 1758. május 31.) magyar főnemes, 1739-től 1746-ig tárnokmester, 1746-tól haláláig kancellár.

## Élete
Nádasdy (IV.) Ferencnek elsőszülött fiaként született. A felsőlendvai uradalom birtokosaként tartotta fenn a családot, és a polgári hivatali pályán ért el magas tisztségeket. 1730-től helytartói tanácsos, 1737-től belső titkos tanácsos, 1739-től királyi kincstárnok (tárnokmester), 1744-től a tartományi bizottság elnöke, 1746-tól királyi főlovászmester, a Szent István-rend nagykeresztese és Magyarország főkancellárja lett. 1751-ben kapta családja részére a Komárom vármegyei örökös főispánságot, amelyben halála után utódai követték.